# Khndzoresk

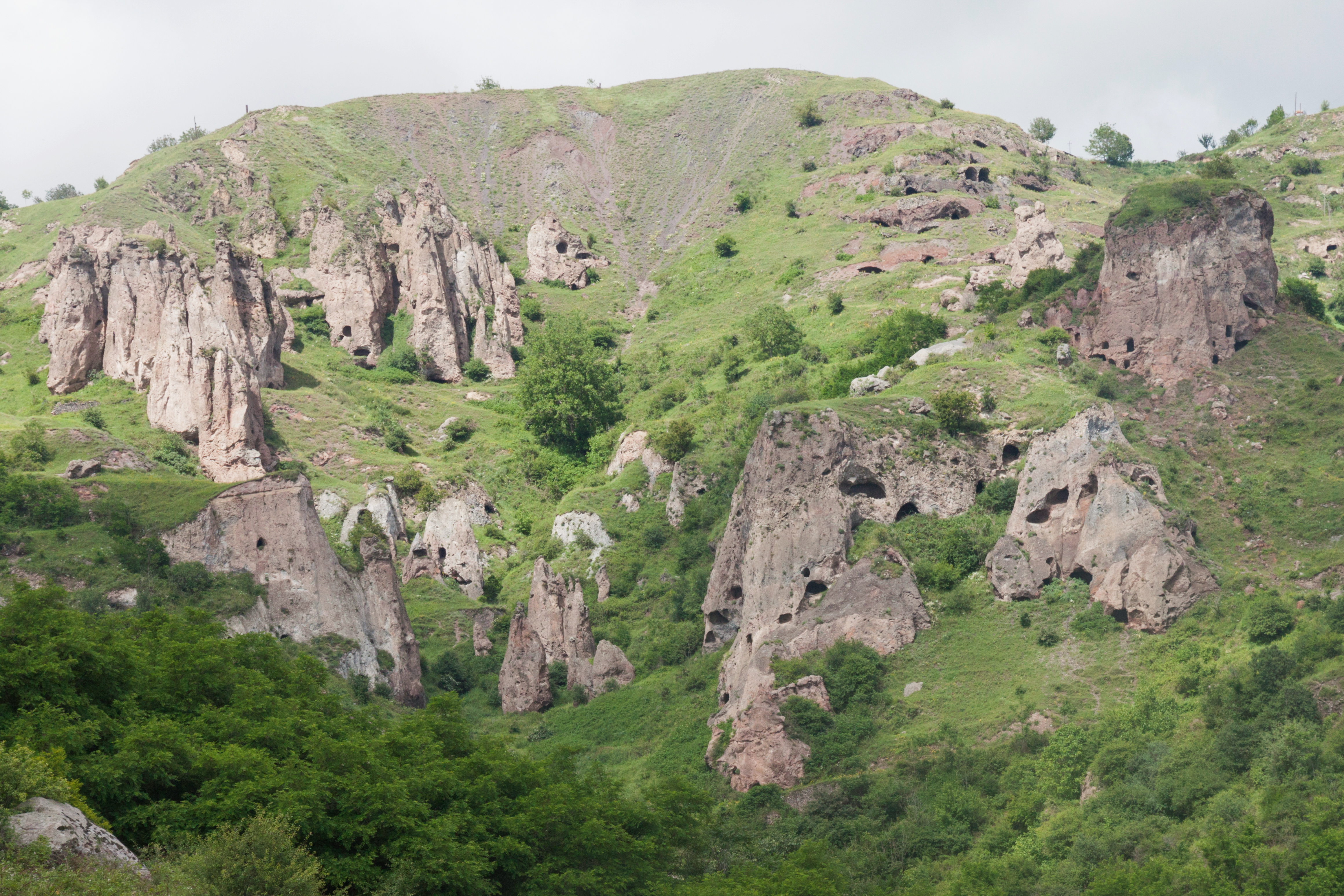
Formaciones rocosas y cuevas

Khndzoresk (en armenio: Խնձորեսկ) o Kndzoresk, es una comunidad rural (municipio) en el sudeste de Armenia, en la provincia de Syunik. El pueblo está localizado a la derecha de la carretera que sale de Goris hacia Stepanakert, a unos 16 km de Goris, en las empinadas vertientes de Khor Dzor. Cruzando el puente en la entrada del pueblo, la carretera continúa hacia las ciudades de Lachin y Stepanakert. El área habitada actual, Nuevo Khndzoresk, se construyó en los años 1950. El pueblo está localizado a 1.580 m de altitud y ocupa 6.772,8 ha. Según el ARMSTAT, la oficina del censo de Armenia, en 2011, la población era de 2.260 hab.

## Población e infraestructura
En 2009, la población de Khndzoresk constaba de 2.256 hab., de los cuales 1.126 eran mujeres y 1.130 eran hombres. Hay 516 casas en total. Aproximadamente el 90% de la población se dedica a la agricultura (ganadería y horticultura). Hay una pequeña empresa lechera que emplea a 8 personas. La comunidad posee diversas instituciones administrativas y públicas, como un consejo comunitario, una escuela secundaria (con 370 alumnos), escuela de música, guardería, biblioteca, museo y centro cultural.
Khndzoresk es famoso por el pueblo antiguo, excavado en la montaña, a la manera de Capadocia, formando un sistema de cuevas en parte naturales y en parte horadadas en la roca volcánica, que estuvo habitado hasta mediados del siglo pasado y que albergó a una numerosa población, con dos iglesias y tres escuelas. Algunos rincones requerían del uso de cuerdas y escaleras de mano. El pueblo viejo se abandonó en los años 50, cuando se construyó el nuevo, no obstante, algunas cuevas todavía se utilizan como almacenes.
Entre el pueblo antiguo y el nuevo se ha construido un puente colgante peatonal de 160 m de longitud que une los dos lados de la garganta de 40 m de profundidad que los separa. Fue inaugurado en 2012, financiado por uno de sus habitantes, Zhora Aleksanyan, en memoria de sus padres.

## Historia
Al final del siglo XIX, Khndzoresk era el pueblo más grande de Armenia Oriental. A principios del siglo XX la comunidad alcanzó 8.300 habitantes (1.800 casas). En 1913 había 27 tiendas, 3 tenerías y 7 escuelas. El pueblo es famoso por participar en el movimiento de liberación de Davit Bek, uno de los héroes de Armenia que luchó contra otomanos y persas en el siglo XVIII. La fortaleza de Khndzoresk sirvió como base militar para Mkhitar Sparapet en 1728-1730, que preservó lo conquistado por Bek en Syunik, entonces Zangezur. En 1735 el pueblo fue visitado por el Catholicos (cabeza de la Iglesia apostólica armenia) Abraham Kretatsi, que dejó una minuciosa descripción de la comunidad en sus crónicas. En la década de 1980, se construyó un pueblo adicional a 7 km de Khndzoresk por razones políticas. Este pueblo, considerablemente más pequeño que Khndzoresk, es conocido como bajo Khndzoresk, o Nerkin Khndzoresk.

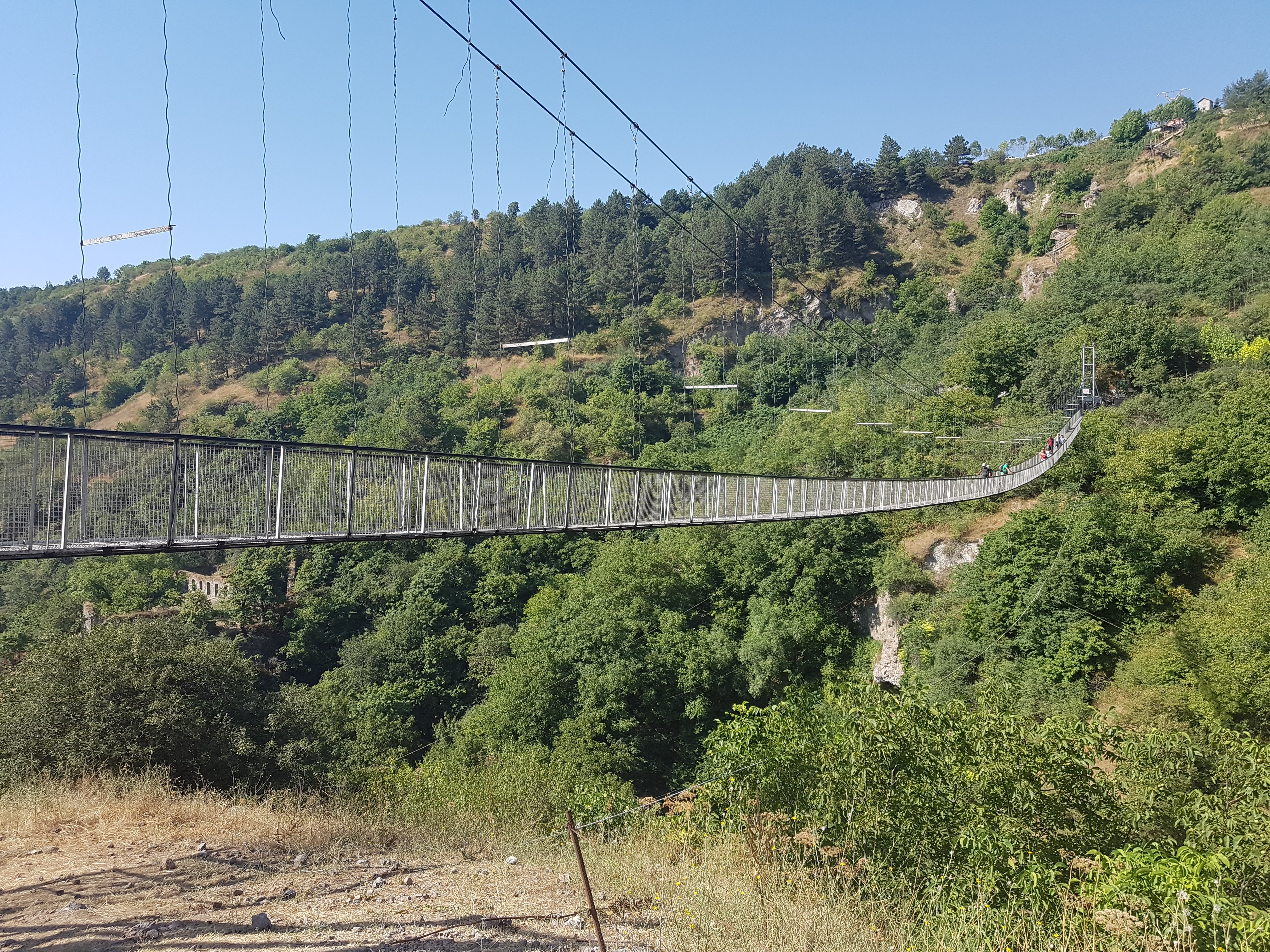
Puente de Khndzoresk.

## Genética
Los habitantes tienen el Haplogrupo R1b del cromosoma Y - rama occidental europea del P312> df27> Un431> Y7363

## Patrimonio cultural

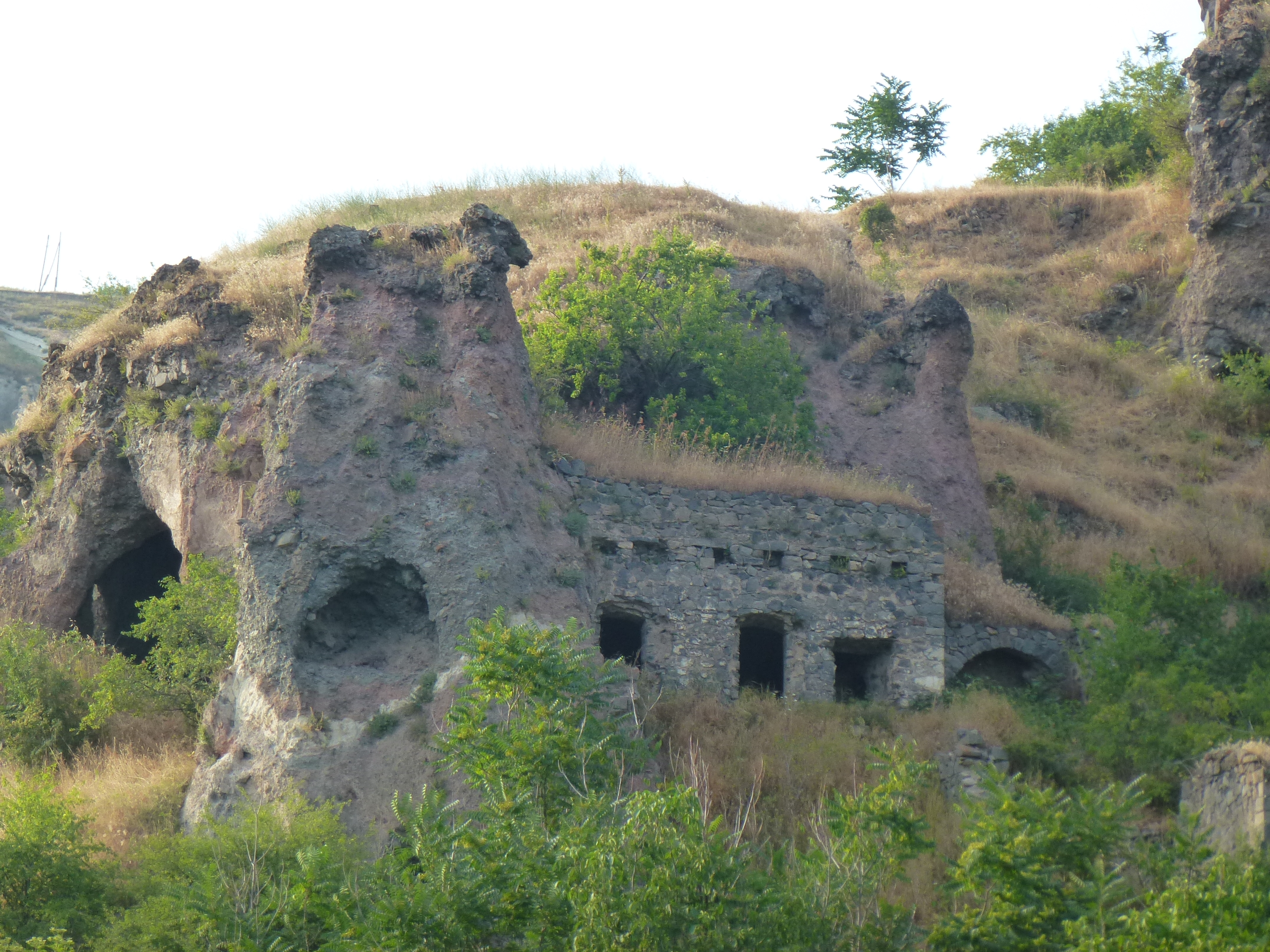
Detalle de la cueva artificial

El atractivo principal de Khndzoresk es su garganta, en la que hay curiosas formaciones rocosas y un antiguo asentamiento en cuevas artificiales, excavadas en la toba volcánica. Algunas, habitados todavía en los años 1950, son actualmente utilizadas como establos y almacenes. En el fondo del cañón se encuentra una iglesia de Santa Hripsime, del siglo XVII. En un espolón en el lado derecho de la garganta se encuentra el Anapat (museo) con la tumba de Mkhitar Sparapet. Cerca se encuentra la iglesia-cueva de SanTatevos.

## Clima
El clima en la comunidad es templado, relativamente húmedo, con inviernos suaves. La precipitación anual es de 450-700 mm. 